# 히카미 쿄코
히카미 쿄코(일본어: 氷上 恭子 히카미 교코[*], 1969년 1월 11일 ~ )는 일본의 성우이다. 마우스 프로모션 소속이며, 효고현 다카라즈카시에서 태어났다(고등학교를 다닐 때는 고베시로 이사를 했다). 애칭은 쿄짱(恭ちゃん) 등이 있다.

## 출연작

### TV 애니메이션
1990년대
- 외계소년 위제트 (조연 다수)
- 보거스는 내 친구 (조연 다수)

1994년
- 떴다! 럭키맨 (메다치 마센코)

1995년
- 애천사전설 웨딩피치 (하나사키 모모코/웨딩피치)
- 십이전지 폭렬 에토레인저 (크림/적의 쥬켄)
- 환상게임 (랑랑)

1996년
- 소년기사 라무 : VS 기사 라무네 & 40염 (카카오)
- B'tX (나샤)

1997년
- 헌티드 정션 (파란 저고리)
- 포켓몬스터 (에리카(민화))

1998년
- 프린세스 나인 (모리무라 세이라)

1999년
- 디지캐럿(우사다 히카루/라비 안 로즈)
- 트러블 초콜렛(데보라)
- 투하트(히메카와 코토네)
- 무한의 리바이어스(카렌 루시오라, 유이리 바하나)
- 베터맨(사이 히노키)
- 히미코전(코란)

2000년
- 디지캐럿 여름 스페셜(우사다 히카루/라비 안 로즈)
- 진 여신전생 데빌칠드런(잭 프로스트, 카렌)
- 은장기공 오디안(지루)
- 사쿠라 대전(타카무라 츠바키)
- 핸드 메이드 메이(사이버 인형 사라)
- 육문천외 몬코레 나이트(밧치)

2001년
- 디지캐럿 봄 스페셜(우사다 히카루/라비 안 로즈)
- 디지캐럿 여름방학 스페셜(우사다 히카루/라비 안 로즈)
- 시스터 프린세스(야마가미 마미)
- 천사의 꼬리(뱀 유키, 토키)
- 초 GALS! 고토부키 란(아사이 시오리)
- 정글은 언제나 하레와 구우(마모 토모요(멜라니))
- 파이널 판타지 언리미티드(리사)

2002년
- 파뇨파뇨 디지캐럿(헨젤)
- 우리집(스도(염채연))
- 위치 헌터 로빈(도우지마 유리카)
- 아쿠에리안 에이지(코우노 유이)
- 스파이럴 -추리의 끈-(하츠야마 레이코(나정윤))

2003년
- 디지캐럿뇨(우사다 히카루/라비 안 로즈)
- 천사의 꼬리 Chu!(뱀 유키, 토키)
- 무인행성 서바이브(질버)
- 세인트 비스트 : 성수강림(여신 유키)
- 야미와 모자와 책의 여행자(메이린)

2004년
- 투하트 Remember my memories(히메카와 코토네)
- 사무라이 건(쿠레나이)

2005년
- 건퍼레이드 오케스트라(코제키 사토미)
- 타이드 라인 블루(죠제)

2006년
- 갤럭시 앤젤II(우사다[카메오])
- 여고생 Girl's High(히메지 쿄코)
- 유성의 록맨(하프)

2007년
- 도쿄마인학원 검풍첩(타카미자와 마이코)
- 히토히라(니시다 리사키)

2009년
- 프레시 프리큐어(모모조노 아유미(소미 엄마))

2011년
- 소프테니(미요시 쿄코)

### OVA
1995년
- 여신천국(파스텔)

1996년
- 애천사전설 웨딩피치 DX(하나사키 모모코(피치))
- 투신전(앨리스)
- 갈포스 레볼루션(포니)

1997년
- 사쿠라 통신(카스가 우라라)

1998년
- 사이킥 포스(웬디 라이언)

2002년
- 디지캐럿 OVA 삐요코에게 맞겨줘(우사다 히카루/라비 안 로즈)
- 나코루루 ~그 사람으로부터의 선물~ 고향지외우편(레라, 나코루루의 어머니)

2004년
- 캠퍼스 러브스토리(코이즈미 마키)

### 극장판
1998년
- 슬레이어즈 고져스(마레네(마를린))

2000년
- 디지캐럿 크리스마스 스페셜(우사다 히카루/라비 안 로즈)

2001년
- 사쿠라 대전 활동사진(타카무라 츠바키)

### 게임
1995년
- 뱀파이어 헌터(아니타)
- 제복전설 프리티 파이터 X (아오키 마린)

1996년
- 루나 실버스타 스토리(루나)
- 사쿠라 대전(타카무라 츠바키)

1997년
- 뱀파이어 헌터2(세실, 아니타)
- 뱀파이어 세이버2(세실, 아니타)
- 유구환상곡(시라 세필드)
- 10101~“WILL”The Starship~(유우 야론)
- 브레스 오브 파이어III(니나)

1998년
- 통곡 그리고…(카나에)
- 사이킥 포스2012(웬디 라이언)
- 에리의 아틀리에 ~잘부르그의 연금술사2~(마를로네)
- 막말낭만 제2막 월하의 검사 ~달에 피는 꽃, 흩어져 가는 꽃~(타카네 히비키)

1999년
- 투하트(히메카와 코토네)
- 검객이문록 신장 소생하는 창홍의 칼날(샤아)

2000년
- 브레스 오브 파이어IV 변치 않는 자(니나)

2001년
- CAPCOM VS. SNK 2 MILLIONAIRE FIGHTING 2001(타카네 히비키)
- 디지캐럿 판타지(우사다 히카루/라비 안 로즈)
- 나코루루 ~그 사람으로부터의 선물~(우바바)

2002년
- 브레스 오브 파이어V 드래곤 쿼터(니나)

2003년
- SAKURA ~설월화~(후카미 유코)
- 이스I·II 이터널 스토리(피나)
- 사무라이 스피릿츠 제로(레라)

2004년
- 사무라이 스피릿츠 제로SPECIAL(레라)

2005년
- 프린세스 콘체르트(셜리오)
- 완다와 거상(하늘의 소리(여))

2006년
- true tears(아키야마 아스미)
- 건퍼레이드 오케스트라 청의 장 ~빛의 바다로부터 편지를 보냅니다~(코제키 사토미)

2007년
- 쓰르라미 울적에 축제(마미야 리나)